# Scotland Yard
Pour les articles homonymes, voir Scotland Yard (homonymie).
Scotland Yard est le quartier général du Metropolitan Police Service (police) de Londres, se trouvant dans la Cité de Westminster. En 1829, date de création de cette force de police par Sir Robert Peel, celle-ci établit ses bureaux à Scotland Yard, au no 4 Whitehall Place, emplacement de l'actuel Corinthia Hotel (en).
Le nom de Scotland Yard est également utilisé par métonymie pour désigner le Metropolitan Police Service, et souvent la police britannique en général.

## Histoire

### 4 Whitehall Place
Son nom dérive de Great Scotland Yard (en), une rue du quartier St. James's reliant Northumberland Avenue et Whitehall, qui abritait des bâtiments utilisés pour accueillir les représentants diplomatiques du royaume d'Écosse, voire des souverains écossais eux-mêmes, lors de leurs visites dans la capitale anglaise.
En 1887, le siège de la police métropolitaine s'était étendu du 4 Whitehall Place à plusieurs adresses voisines, dont les 3, 5, 21 et 22 Whitehall Place ; 8 et 9 Great Scotland Yard, et plusieurs écuries.

### Victoria Embankment (New Scotland Yard)

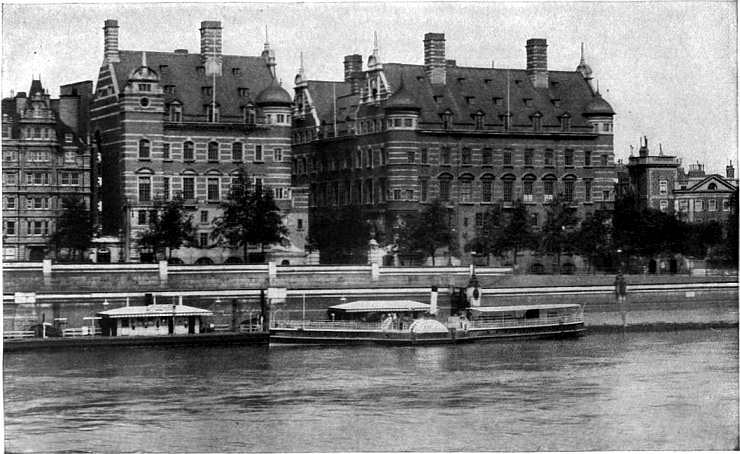
New Scotland Yard de 1890 à 1967.

Finalement, le service est devenu trop grand pour son site d'origine et déménage en 1890 dans un nouveau siège conçu par l'architecte Richard Norman Shaw sur Victoria Embankment, à 500 mètres plus au sud. Le siège porte alors le nom de « New Scotland Yard ».
En 1888, lors de la construction du nouveau bâtiment, des ouvriers découvrent le torse démembré d'une femme ; l'affaire, connue sous le nom de Whitehall Mystery, n'a jamais été résolue.
À partir de 1979, après le départ de la Met, les bâtiments portent le nom de Norman Shaw Buildings.

### 10 Broadway

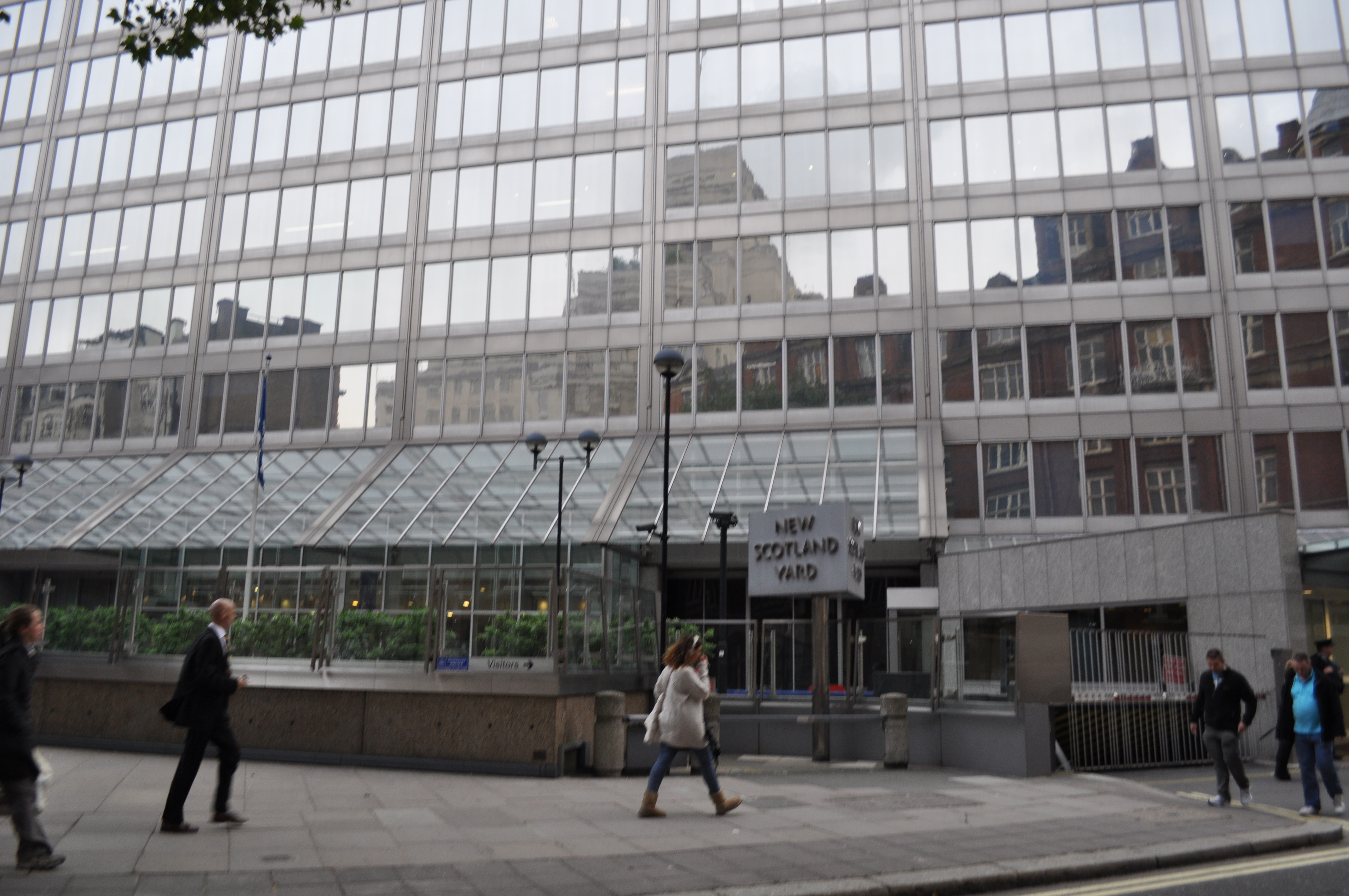
New Scotland Yard sur Broadway, de 1967 à 2016.

En 1967, ses quartiers généraux sont installés sur la Victoria Street (en), soit à 1 km au sud-ouest de ses locaux d'origine, dans un bâtiment de vingt-deux étages, 151 m de long et faisant 56 000 m2, néanmoins ils portent toujours le nom de « New Scotland Yard ». Cependant, dans le langage courant, on continue à dire le plus souvent « Scotland Yard ». Hors le bâtiment se trouvait un panneau qui tourne, avec les mots New Scotland Yard sur ses trois faces. Ce bâtiment, mis en vente à partir du 2 septembre 2014 pour 250 millions de livres sterling, est acquis par un fonds d'investissement de l'émirat d'Abou Dhabi pour 370 millions de livres en décembre de la même année. L'immeuble doit devenir un complexe résidentiel et hôtelier.
En 1986, le journaliste d'investigation Andrew Jennings réalise un documentaire sur la corruption au sein de cette institution. Ce documentaire est refusé par la BBC mais diffusé par World in Action. Le journaliste publie également un livre sur le sujet intitulé Scotland Yard's Cocaine Connection.

### Curtis Green building

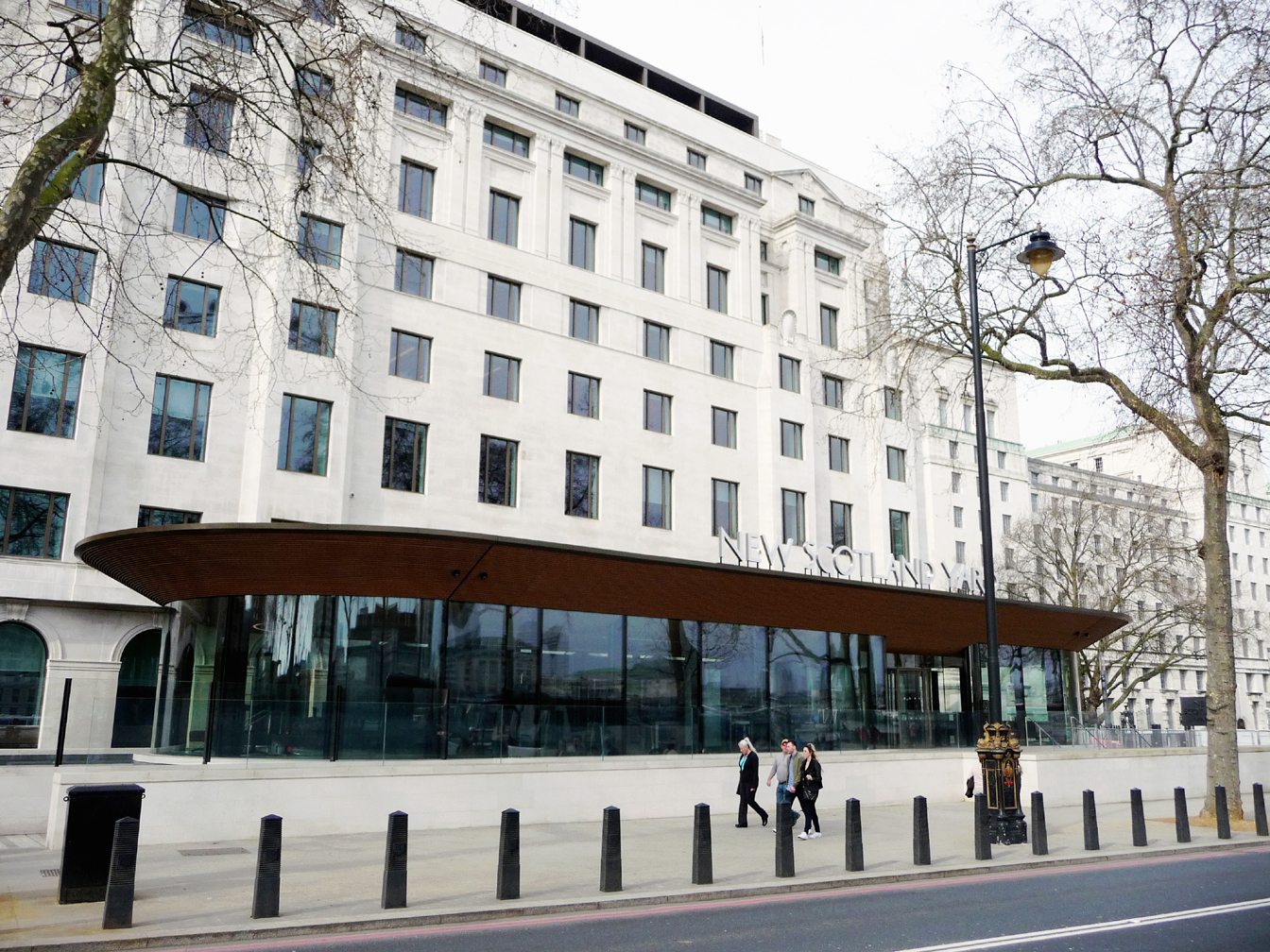
Bâtiment actuel depuis 2016.

En 2016, le siège de la police est transféré dans le Curtis Green, un bâtiment plus modeste situé sur le Victoria Embankment, au bord de la Tamise. Le panneau qui tourne fut sauvé et transféré au nouveau bâtiment.